# ネッシー

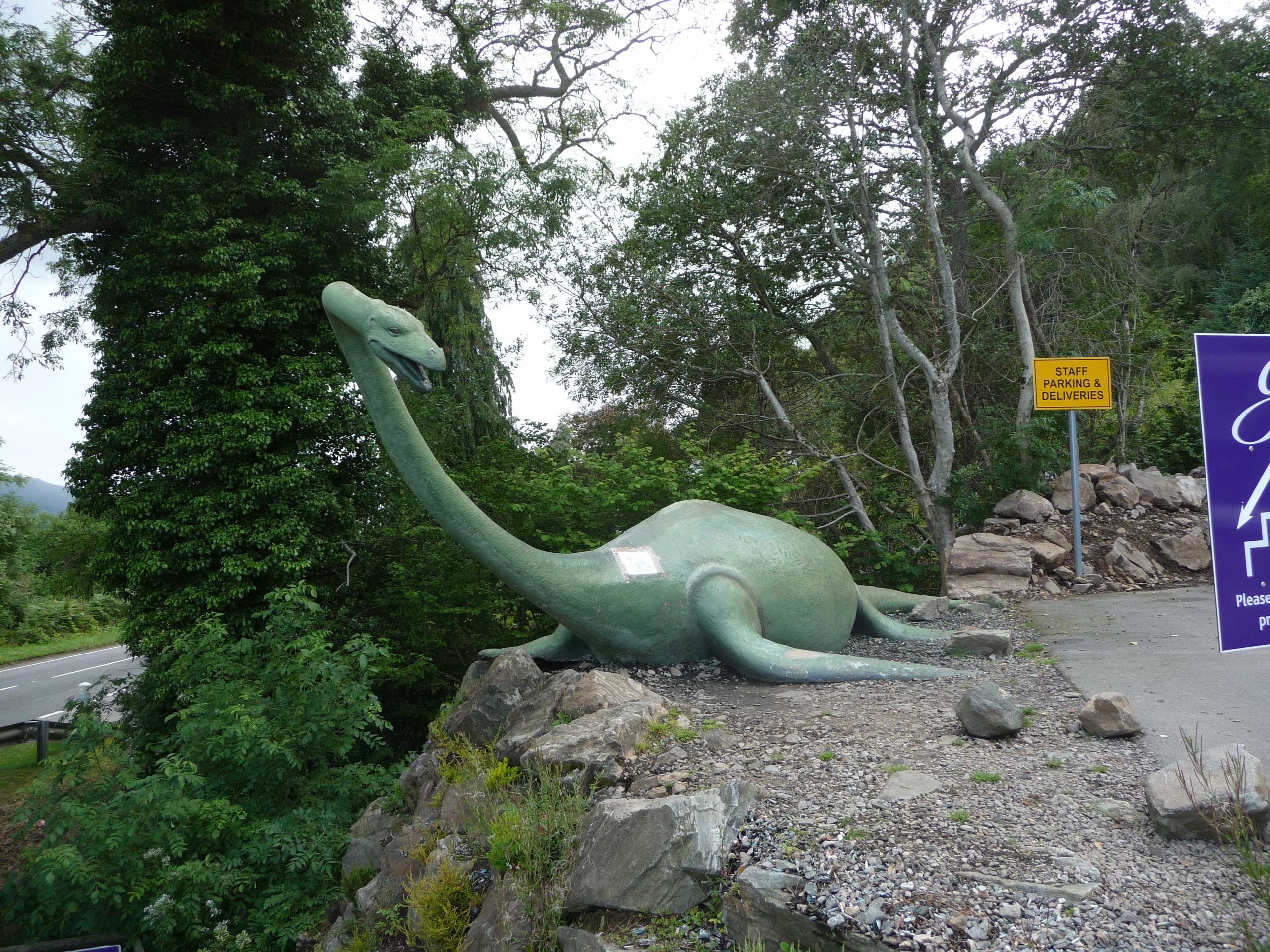
ネス湖畔のネッシー博物館にあるネッシーのイメージ銅像

ネッシー（英: Nessie）は、イギリス、スコットランドのネス湖で目撃されたとされる、未確認動物「ネス湖の怪獣 （Loch Ness Monster、ロッホ・ネス・モンスター）」の通称。未確認動物の代表例として世界的に知られ、20世紀最大級のミステリーとして語られてきた。

## 概要
記録として残されている最古の記録は西暦565年、アイルランド出身の聖職者コルンバの生涯に関する伝記中で言及された、ネッシーの発見報告である。当時コルンバは、スコットランド北部の異教徒へのキリスト教布教活動を精力的に行っており、その半ばイギリス最大の淡水湖であるネス湖でネッシーと遭遇したという。以来、多くの発見報告がなされてきた。
特に1933年以降、ネス湖で多くの目撃例が報告され、写真や映像が公表されてきた未確認動物。「ネッシー（Nessie）」の通称は世界的に使われるが、日本においては特にこの名が浸透している。科学の進歩で謎や不思議の少なくなった20世紀において、未確認飛行物体と並ぶ最大級のミステリーとして語られてきた。
その正体については諸説が提唱されてきた。目撃談や写真に捉えられた形状から、恐竜時代に栄えた大型水棲（）爬虫類である首長竜プレシオサウルスの生き残り、あるいは世代を経て進化した姿という説が、古くから最も知られている。太古に絶滅したとされる大型獣が生存していたとすれば大きなニュースであり、ロマンをかき立てられる話題でもあることから、期待を込めて支持を集めてきた面もある。他には竜脚類の生き残り説や魚類説など、多数ある。
しかし、目撃証言や写真・映像の多くが、既知動物（鰻やアルパカ）や船舶、流木、航跡、または波動など自然現象の誤認であるか、あるいは捏造（）と判定され、大型獣が生存している可能性を否定する動物学者は多い。

## 目撃史
史上最古の記録は、690年頃にアダムナーンが書いた聖コルンバの伝記『聖コロンバ伝』（VitaColumbae）とされる。文中でアダムナーンは、565年に目撃されたネス川の怪物のことについて記述している（なお、ネス川はネス湖に直接接続していない）。ただしこの伝記はコルンバの死後、その事績について箇条書き的に羅列しただけのもので日付も時系列も曖昧なため、当時の出来事を正確に記したものではない。
目撃例が飛躍的に増えたのは1933年以降で、これはネス湖周辺の道路がこの頃整備されたためとされる。同年5月、湖畔でホテルを経営するマッケイ夫妻による目撃談が新聞報道され、話題を呼んだ。なお、これは『キングコング』がスコットランドで公開されたわずか4日後であった（同作にはネッシーと特徴が共通する竜脚類が登場する）。11月にはヒュー・グレイによる最初の写真が撮影、公表された。1934年4月にはいわゆる「外科医の写真」（後述）が『デイリー・メール』紙に掲載され、大きな反響があった（1990年代になって、前述のマッケイ夫人による、グレイ写真以前の撮影とされる写真が公表されている）。
その後も現在に至るまで多くの目撃例があり、写真や映像も撮影されてきた。1951年のラクラン・スチュアートによる写真は、ネッシーの背中の三つのコブと思しき物体が捉えられており有名である。1955年、P・A・マクナブ撮影の写真は、湖岸のアーカート城跡が写り込んでおり、それとの比較でネッシーの大きさが、湖面に出ているだけでも10 - 15メートル以上と推測できる貴重な写真とされる。
映像では1960年、著書『ネス湖の怪獣』（大陸書房）で知られるネッシー研究家ティム・ディンスデールにより撮影された、対岸に向かって泳ぐネッシーを捉えたとされるフィルムが有名。また、1975年にボストンの応用科学アカデミー研究チームにより撮影された、ネッシーのほぼ全身と、頭部のアップを写したとされる水中写真は世界的なニュースとなった。
目撃例や写真は、水面に頭部や背中のように見える突起物が移動するところや、湖畔を巨大な姿で移動するもの、更には陸上に上がったところなど、さまざまである。このため、普段は水中に住むが、時々水面に頭などを出すのではないかとの説もある。
2005年3月頃、ネス湖の湖畔で、シカの死体とともに長さ10センチメートルほどの牙状のものが見つかっており、一部ではこれをネッシーの牙として、なおも存在を信じる人々がいる。

## 「外科医の写真」とその真相
ロンドンの外科医（実際は産婦人科医）、ロバート・ケネス・ウィルソンは、その主張によると、1934年4月の早朝、友人と共に鳥の写真を撮りにネス湖を訪れ、突然湖面に現れたネッシーを、持っていたカメラで撮影した。この写真は『デイリー・メール』紙に掲載され、「外科医の写真」と称されて話題を呼んだ。岸が写っておらず、ネス湖を撮影したという確証はなかったが、首長竜を思わせる長い首が写されており、長らくネッシーの代表的写真として知られてきた。
しかし1993年11月、クリスチャン・スパーリングが死の間際に、この写真がトリックであったと告白した。告白によると、首謀者は彼の義父マーマデューク・ウェザレルであり、彼らは、自ら発見したネッシーの足跡を偽物と判定された意趣返しに、おもちゃの潜水艦に30センチメートルほどのネッシーの首の模型を付けた物を撮影したという。そして、知人であるウィルソンの医師という社会的地位に目をつけ、偽証を依頼したとのことである。エイプリルフールのジョークのつもりだったが、世界的な話題になったことで引くに引けなくなったとのことである。この告白は翌1994年3月、イギリスの『サンデー・テレグラフ』紙に掲載された。
なお、スパーリングの告白以前からこの写真はネッシー肯定派からも証拠としての価値へ疑問が提示されていた。「外科医の写真」は、既に1960年代より、写真に写る波の大きさや形状から、被写体が大型生物ではなく、数十センチメートル程度の物体であることが指摘されており、水鳥やカワウソの尾の誤認説が唱えられてきた。また1980年代には、研究者により、対岸が写った元の写真が発見された。これにより被写体が実際に小さかったことが証明されたのみならず、公表者が被写体の小ささを隠すために、意図的にトリミングした写真を公開した疑いも指摘された。

## 研究・議論
- 20世紀後半には、それまで水中に生息していたとされていた竜脚類の大型恐竜は実際には陸生であったらしいことが明らかにされ、ネッシーがアパトサウルスやディプロドクスなどの生き残りである可能性は薄らいだ。また、有力な証拠とされてきた写真が捏造であることが当の報告者から告白されたり、大規模な確認調査が失敗に終わるなどしている。

- イギリスの鳥類学者ピーター・スコット（英語版）は、1975年の水中写真撮影を受けて、ネッシーに対してNessiteras rhombopteryxという学名を与えている[9]。

- 2004年、イギリスのパートン海岸に謎の生物の死骸が漂着し、その姿がネス湖のネッシーを彷彿させるため話題を呼んだ。漂着した死体は生物としては比較的小柄で、俗にミニ・ネッシー、ベビー・ネッシー、ミニ・ネス湖の怪物 (the Mini Loch Ness monster) と呼ばれて注目を集めた。

- 2006年に、1930年代初期頃にネス湖近辺の地域で頻繁にサーカスが行われていたこと、その動物たちは休息を理由に立ち寄ることが多かったことを根拠に、ネス湖周辺の人々が「サーカス団のゾウを謎の巨大生物と見間違えたのではないか」という説が、イギリスの古生物学者クラークによって唱えられた[10]。

- 他に、北海からネス川をさかのぼったチョウザメ[11]やウナギ[12]、湖面の波や流木などの説もある。チョウザメは、大型のものでは体長3メートルにもなり、ネス川河口で目撃された例がある。湖面の波については、地元の船乗りにはネス湖は強い南西風によって潮目のような線状の長い波が立つことが知られている。こうした波、あるいはボートの航跡が、時にネッシーの航跡、あるいはネッシーのこぶとして目撃されたと思われる。実際、ネス湖をよく知るネス湖の船乗りからはネッシーの目撃例はほとんどなく、目撃例の多くは旅行者や、ボートに乗らない湖岸の住人からである。また、周囲の川から流れ込む流木はラングミュア循環（英語版）現象で湖の中心部に集まるが、夏から秋にかけては、南西風によって静震現象が発生し、流木を風上方向に流す。風下から風上に流れる流木が波に逆らって高速で移動する生物のように見える。

### 否定的見解
これまでの科学調査の結果に、大型爬虫類（あるいは動物）の存在を肯定するものは全くない。このため、逆に否定する見解が圧倒的に多い。以下に主なものを挙げる。
- ネス湖の地域は約11,000年前（最終氷期）まで氷河に覆われており、ネス湖ができたのはその氷河が溶けてからである。そのため、約6550万年前に絶滅したとされる首長竜等の大型爬虫類がネス湖で生き残っているということは考えられない。
- 現生の爬虫類はウミガメやウミヘビ、ワニなど、いかに水中生活に適応したものであっても、産卵、孵化は必ず陸上で行わなければならない。ネス湖の周辺にそのような大型の爬虫類が産卵できるような陸地は存在しない。
  - 近年になって、首長竜は化石の体内から胎児の骨が発見され、胎生であったことが裏付けられている[13]。また魚竜に関してはより早くから胎生であったことが知られている。だが胎生であっても、これらの爬虫類は前述の通り6550万年前に絶滅している。これらの目撃例や発見例は一度も確認されていない。
- ネス湖が海とつながって大型爬虫類がネス湖に住み着いたという仮説があるが、1994年のボーリング調査による地層の詳細探索で、ネス湖地域の氷河が溶け出して以降に海水がネス湖に入り込んだ痕跡は皆無であった事が判明している。湖底に海へつながる洞窟があるという説もあるが、標高の差によって強力な水流が発生するため、海の生き物がその流れに逆らって泳いでネス湖まで到達するのは困難である。
- 爬虫類が繁殖するには最低でも30 - 40頭の個体数が必要となる。また爬虫類は肺呼吸である。したがってネッシーが爬虫類であるなら、30  - 40頭の個体が呼吸のために頻繁に湖面に顔を出すことになり、目撃例は非常に多くなるはずである。このため、「謎の生物」にはなり得ない。
  - 周囲の川から泥炭が流れ込むネス湖では透明度がわずか3メートル程しかなく、食物連鎖の底辺となる植物性プランクトンが極めて少ない。それを裏付けるようにネス湖の魚類は湖の規模からすると非常に少ない。ネス湖全体で17 - 24トン程度の魚類しか生息していないと見られ、この漁量では体重200キログラムを超える大型肉食海獣なら10頭程度しか生息できない。ましてや体長10メートルを超えるような生物の存在確率は無に等しい。
- 1987年の大規模なローラー作戦を始めとするソナー調査でも、大型生物は発見されていない。湖底にネッシーの巣となる洞窟があるという説もあるが、石灰層などと異なり、地質学的に洞窟があることは考えられない。ネス湖はグレート・グレン断層の地溝帯であり、氷河による浸食でU字型に形成されているため、岩盤は非常に堅い。実際、水中カメラによる湖底探査でも、湖底はほぼ平坦で、洞窟ができるような地形ではなかったことが明らかになった。
- これまでネッシー実在の有力証拠と言われたフィルム、ビデオ、写真に関しては、21世紀になってからコンピュータによる解析などによる再調査が進み、いずれも、ボートの航跡、群れをなした水鳥、ボート、流木、あるいは小さな影であることが確認された。巨大生物の影と思われたものが、地形や背景の調査によって巨大生物ではなく実は小さな影であることが確認された例も多い。

### 文化的背景
19世紀末から20世紀初頭における欧州諸国では識字率や教育水準の向上によって新聞や小説がメディアとして一般市民の間に広く浸透して地位を確立し、それに伴って情報がその真偽を問わずより短い時間で広範囲に拡散するようになった。更にはラジオや映画などの最新技術を用いた娯楽が大衆文化の中心的存在となり、恐竜や宇宙人といった非日常的な存在を題材にした作品が盛んに制作され、発信されるようになった。コナン・ドイルの小説『失われた世界』やウェルズの『宇宙戦争』、映画『キング・コング』などはその代表例である。
一部の研究者はこうした社会の急速な変容が、市民の間に「この世界の何処かに太古の世界の巨大生物が生き残っているかもしれない」という一種の幻想と期待を根付かせていったという時代背景が、ネッシーをはじめとする未確認生物の伝説が流布する要因としてあった可能性を指摘している。実際、30年代当時の目撃証言の中にはネッシーの外見の特徴を33年に公開されて人気を博した『キング・コング』作中に登場するアパトサウルスの姿を引き合いに出して表現した例が散見される。

## 日本での話題
- 日本においても最も知られた未確認動物であり、テレビ番組や雑誌等でしばしば取り上げられた。国内で目撃証言のある類似の未確認動物に「〜ッシー」という命名が盛んにされた（池田湖のイッシー、屈斜路湖のクッシーなど）他、特撮ドラマ等の怪獣や漫画のストーリー、登場メカの題材にもなった。日本に中国からパンダが贈呈された当時の世論調査で、ネッシーがパンダの次に日本に来て欲しい動物に選ばれている。石原慎太郎はネッシーの存在を信じており、何度か捜索隊を組んでネス湖を調査している。

- 1970年代前半発表の『ドラえもん』の外伝作品『ドラミちゃん』にてのび太郎（のび太の遠戚）とズル木（スネ夫のポジション役）がネッシーの有無についての討論を行い上記の外科医の写真もこの作品に掲載された。てんとう虫コミックス『ドラえもん』第6巻「ネッシーがくる」に収録。なお、外科医の写真がトリック写真であったことが判明したのちに刷られた単行本ではその旨を注釈として記載している。

- 1977年に日本の漁船がニュージーランド沖で未確認動物の腐乱遺骸を引き揚げ話題となったが、これに「ニューネッシー」の名がつけられた（後にサメ類であると結論付けられ、ウバザメ説が有力である）。ネス湖で目撃されるから「ネッシー」なのであり、このネーミングは不合理だったが、日本でネッシーの名が未確認水棲獣の代名詞であったことの傍証ともいえる。しかし、1980年代以降、メディアへの登場は徐々に減っていった。